# Anna Torge
Anna Torge ist eine deutsche Mandolinistin und Gitarristin.

## Werdegang
Anna Torge begann ihre musikalische Ausbildung im Alter von drei Jahren. Nach ihrer Schulzeit studierte sie zuerst an der Musikhochschule Heidelberg/Mannheim bei Keith Harris (Mandoline) und bei Walter Schumacher-Löffler (Gitarre). Danach wechselte sie an die Musikhochschule Köln/Wuppertal für das Studium der modernen und historischen Mandoline bei Marga Wilden-Hüsgen und der Gitarre bei Dieter Kreidler. Während der Ausübung ihrer pädagogischen und künstlerischen Tätigkeit qualifizierte sie sich mit dem Studium der Elementaren Musikpädagogik sowie dem wissenschaftlichen Masterstudiengang für Musikpädagogik an der Hochschule für Tanz und Musik Köln weiter.
Anna Torge war mehrfach Preisträgerin bei nationalen und internationalen Wettbewerben mit Mandoline und Gitarre. Außerdem erhielt sie den Kulturpreis der Stadt Schrobenhausen. Sie wurde darüber hinaus in die Förderung Live Music Now von Yehudi Menuhin aufgenommen.

## Konzerttätigkeit
Als Solistin trat Anna Torge mit dem Concerto Köln, der Akademie für Alte Musik Berlin, dem Münchner Rundfunkorchester, der Münchner Hofkapelle, dem Georgischen Kammerorchester, sowie dem Stuttgarter Kammerorchester auf. Sie arbeitete mit Dirigenten wie Dennis Russell Davies, Enoch zu Guttenberg und Michael Willens zusammen. Bei unterschiedlichen Projekten mit klassischer und neuer Musik musizierte sie mit dem Symphonieorchester des Bayerischen Rundfunks, den Wiener Philharmonikern, der Klangverwaltung und Musik der Jahrhunderte Stuttgart unter der Leitung von Mariss Jansons, Riccardo Muti, Enoch zu Guttenberg, Mstislaw Rostropowitsch und Daniel Harding. Bisher war sie als Solistin zu hören u. a. in der Kölner Philharmonie, im Residenztheater München, im Théâtre des Champs-Élysées in Paris und Walt Disney Concert Hall in Los Angeles. Außerdem musizierte sie auf Festivals wie den Salzburger Festspielen, dem Rheingau-Musikfestival, den Ludwigsburger Schlossfestspielen, dem Festival Mitte Europa, den Herrenchiemsee Festspielen und bei Kempen Klassik.
Inspiriert wurde sie durch kammermusikalische Begegnungen mit Ronald Brautigam, Gerald Hambitzer, Mayumi Hirasaki, Axel Wolf und Rüdiger Lotter.

## Pädagogische Tätigkeit
Anna Torge lehrte Mandoline und Gitarre an der Kreismusikschule Fürstenfeldbruck und Sauerlach und gab ihr Wissen auf Seminaren und Orchesterprobenphasen des BDZ (Bund deutscher Zupfmusiker) weiter. Einer der Schwerpunkte in ihrer Lehrtätigkeit war das Erlernen der Mandoline nach der „Muttersprachenmethode“, die von dem japanischen Geiger und Musikpädagogen Shinichi Suzuki entwickelt wurde. Dabei erlernt das Kind das Instrument zunächst wie die eigene Muttersprache: durch Nachahmung, häufiges Wiederholen und anfangs ohne Noten. Anna Torge entwickelte diese Methode weiter und übertrug sie auf die Mandoline. Ein unterstützendes Lernfeld, konstruktive Lernbedingungen und Förderung der Persönlichkeit sind ihr dabei ein Anliegen gewesen.
Heute bietet sie Musikstudenten und Musikern Unterstützung an. Themen sind dabei u. a. die künstlerische Identität, Positionierung im Arbeitsleben, Förderung von Resilienz und Ressourcen sowie Vorbereitung für Auftritte.

## Diskographie
- Nachtklang Kammermusik (1997). Werke von Gerd Domhardt. Mit Anna Torge, Waltraut Wächter, Reinhard Schmiedel und dem Ensemble Konfrontation.
- Kammertrio de la gorra - balada para un loco (1997). Werke von Piazzolla, Villa-Lobos, Cardoso, Jascalevich u. a. Mit Anna Torge, Diego Jascalevich und Peter Ernst.
- mich dauert sehr, dich weinen sehn (2006). Werke von Grieg, Brahms, Telemann u. a. Mit dem Aramis Quartett: Anna Torge, Antja Strömsdörfer, Silvan Wagner und Oliver Strömsdörfer.
- Guitar Music Volume 2 (2010). Werke von Hans Werner Henze. Mit Franz Halász, Anna Torge, Cristina Bianchi, dem ensemble oktopus und Konstantia Gourzi
- Forgotten Treasures (2010). Virtuose Trompetenmusik. Mit Werken von Schiedermayr, Fiala, Kozeluch, Kreutzer, Verdi und Weber. Mit Robert Vanryne, Ulrike Schneider, Kathryn Cok, Anna Torge, David Sinclair, der Kölner Akademie und Michael Alexander Willens.
- The Concerto Köln Christmas Album (2011). Werke von Charpentier, Torelli, Bach, Vejvanovsky, Corelli, Stamitz und Vivaldi. Mit dem Concerto Köln.
- Friends of the Lute (2013). Werke von Johann Sebastian Bach, Silvius Leopold Weiss und Ernst Gottlieb Baron. Mit Axel Wolf, Dorothee Oberlinger, Anna Torge und Christoph Anselm Noll.
- Mandolinenkonzerte (2013). Werke von Barbella, Giuliani und Hoffmann. Mit Anna Torge, der Kölner Akademie und Michael Alexander Willens.
- Concerti per molti stromenti (2017). Werke von Georg Philipp Telemann. Akademie für Alte Musik Berlin.
- Mandolino e Violino in Italia (2018). Konzerte, Sonaten und Trios von Vivaldi, Arrogni, Capponi und Hasse. Mit Anna Torge, Mayumi Hirasaki und Il Cantino.
- Mandolino e Fortepiano (2018). Werke von Beethoven, Hummel, Leone und Feliziano. Mit Anna Torge und Gerald Hambitzer.